# Punta de Chimino
Punta de Chimino es un yacimiento arqueológico maya ubicado en la región de Petexbatún, en el departamento del Petén en Guatemala.
La ocupación del sitio data de los periodos preclásico y clásico. Punta de Chimino experimentó un incremento poblacional en el preclásico tardío, seguido de una reducción demográfica en el clásico temprano y luego otro crecimiento significativo en el clásico terminal, cuando la ciudad sobrevivió al colapso de la región de Petexbatún, que siguió a la declinación del imperio basado en Dos Pilas. La ciudad vecina de Seibal en la ribera del río La Pasión parece haber intervenido en este punto como factor político dominante para controlar la ciudad establecida en Punta de Chimino.

## Localización
El sitio está ubicado en una península en el lado oeste de la laguna de Petexbatún. En el clásico tardío fueron excavados unas zanjas defensivas a lo largo de la base de la península para defender el sitio, dificultando su acceso. La península contiene suelos profundos recubriendo una base de roca calcárea y cuenta con una acceso privilegiado a los recursos acuíferos del lago. Punta de Chimino es uno de los sitios mejor investigados de la región del río de la Pasión y de sus afluentes. El sitio se localiza al sur de la moderna ciudad de Sayaxché.

## Historia
La actividad económica en Punta de Chimino, durante el clásico tardío, parece haber sido una continuación de lo que precedió y no se revela ninguna señal de influencias extrañas que pudieran haber causado el colapso ocurrido durante este periodo. El sitio es una de las pocas localidades en esta región del río Pasión en donde se construyeron obras arquitectónicas importantes durante el clásico tardío, incluyendo un templo con bóveda de arco falso, grandes plataformas y un importante juego de pelota. Los habitantes mantuvieron áreas de agricultura intensiva protegidas por fosos defensivos, convirtiendo al sitio en el último centro de actividad de élites que sobrevivieron en la región de Ptexbatún, en una época en que otras ciudades regionales habían quedado reducidas a cascos o ruinas del periodo clásico. El barro utilizado en la cerámica de Punta de Chimino tuvo el mismo origen que aquel usado en la cerámica de Seibal y con estilos decorativos muy similares. Este hecho indica que posiblemente Seibal tomó ventaja de la fragmentación política de la región a fin de tomar control de Punta de Chimino y obtener de éste un tributo.
El sitio fue probablemente la última de las capitales de Petexbatún en caer cuando la región se fragmentó después de la derrota de Dos Pilas en manos de su anterior vasallo, Tamarindito. Ha sido encontrada evidencia arqueológica de que el lugar fue atacado alrededor del año  760 d. C., encontrándose un área quemada en el foso más profundo y residuos dispersos de puntas de lanza en la misma área mismas que también se encontraron en los recubrimientos de los muros cercanos al foso. Finalmente el sitio declinó y fue abandonado en el siglo X.
Durante el posclásico el lugar experimentó una cierta re-ocupación de gente proveniente del Petén central, cuyos trabajos de cerámica no muestran ninguna continuidad con aquellos estilos mostrados en los periodos más tempranos de Petexbatún.

### Historia moderna
Punta de Chimino fue saqueada durante la segunda mitad del siglo XX sufriendo daños severos y pérdida de los vestigios de las esculturas expuestas en el lugar. El arqueólogo T. Inomata que trabajó en el Proyecto Arqueológico Regional de Petexbatún mapeó el sitio en 1989. Dentro de este proyecto fueron conducidas investigaciones de Punta Chimino de 1990 a 1991 y en 1994 bajo la dirección de Claudia Wolley, y de 1996 to 1997, bajo la tutela de Arthur Demarest.

## Descripción del sitio
La península fue fortificada mediante tres fosos, uno de los cuales tiene 12 m de profundidad. Cada uno de ellos remata en muros a manera de empalizadas. La creación de los fosos implicó la excavación de 38,250 m³ de material, incluyen porciones de roca caliza, que después fue utilizada en la construcción de los muros. El foso central fue después inundado para crear una especie de isla artificial. El área entre los fosos fue utilizada para la agricultura e incluyó jardines divididos por muretes de roca. Uno de los jardines, cuya construcción ha sido datada en el periodo clásico tardío, medía 6,9 por 3,7 m y tenía 0,6 m de profundidad. Es posible que los jardines así formados hayan sido fertilizados con material orgánico tomado de la zona pantanosa adyacente al sur de la península, complementado por excremento humano proveniente del interior de la ciudad. La combinación de fosos y de muros que protegían la península hizo de Punta de Chimino la ciudad mejor defendida de toda la región de las tierras bajas de los mayas.
El sitio está dividido en tres grupos arquitectónicos principales: el ubicado en el norte, en el este y otro en el oeste. También hay una plaza principal y una acrópolis.